# Бедіані
Бедіані (груз. ბედიანი) — містечко (даба) в муніципалітеті Цалка, Квемо-Картлі, Грузія.
Населення на 2014 рік — 148 осіб.